# Āghcheh Qayah
Āghcheh Qayah (persiska: آغچِه قِيِه, آغجِه قَيِه, اَقچيگَيِه, اَغچِه غيِّه, آغچه قيه, Āghcheh Qeyeh, Āqjeh Qīyah, آقجِه قيَّه, آقجِه قَيِه) är en ort i Iran.   Den ligger i provinsen Hamadan, i den nordvästra delen av landet, 280 km väster om huvudstaden Teheran. Āghcheh Qayah ligger 1 878 meter över havet och antalet invånare är 357.
Terrängen runt Āghcheh Qayah är huvudsakligen platt, men åt sydväst är den kuperad.Runt Āghcheh Qayah är det ganska tätbefolkat, med 75 invånare per kvadratkilometer. Närmaste större samhälle är Shīrīn Sū, 18,6 km nordost om Āghcheh Qayah. Trakten runt Āghcheh Qayah består i huvudsak av gräsmarker.